# Viktoria Vesso
Viktoria Vesso (ur. 17 czerwca 2001) – estońska zapaśniczka walcząca w stylu wolnym. Zajęła dwudzieste miejsce na mistrzostwach świata w 2023.
Piąta na mistrzostwach Europy w 2022. Trzecia na ME U-23 w 2022, 2023 i 2024. Trzecia na MŚ i ME juniorów w 2021. Druga na ME kadetów w 2017 i trzecia w 2018 roku.